# Ludwig von Pulz

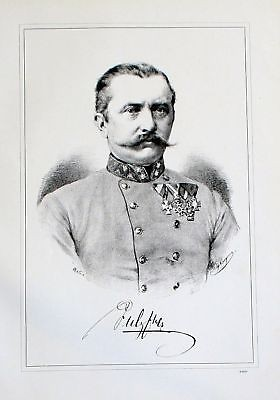
Ludwig Freiherr von Pulz

Ludwig Freiherr von Pulz (* 18. August 1822 in Ungarisch-Brod in Mähren; † 1. September 1881 in Mödling bei Wien) war Feldmarschallleutnant, Kommandierender General von Kaschau, Temeswar und Agram, Ritter des Militär-Maria-Theresien-Ordens, des Ordens der Eisernen Krone und des Leopold-Ordens.

## Leben und Wirken

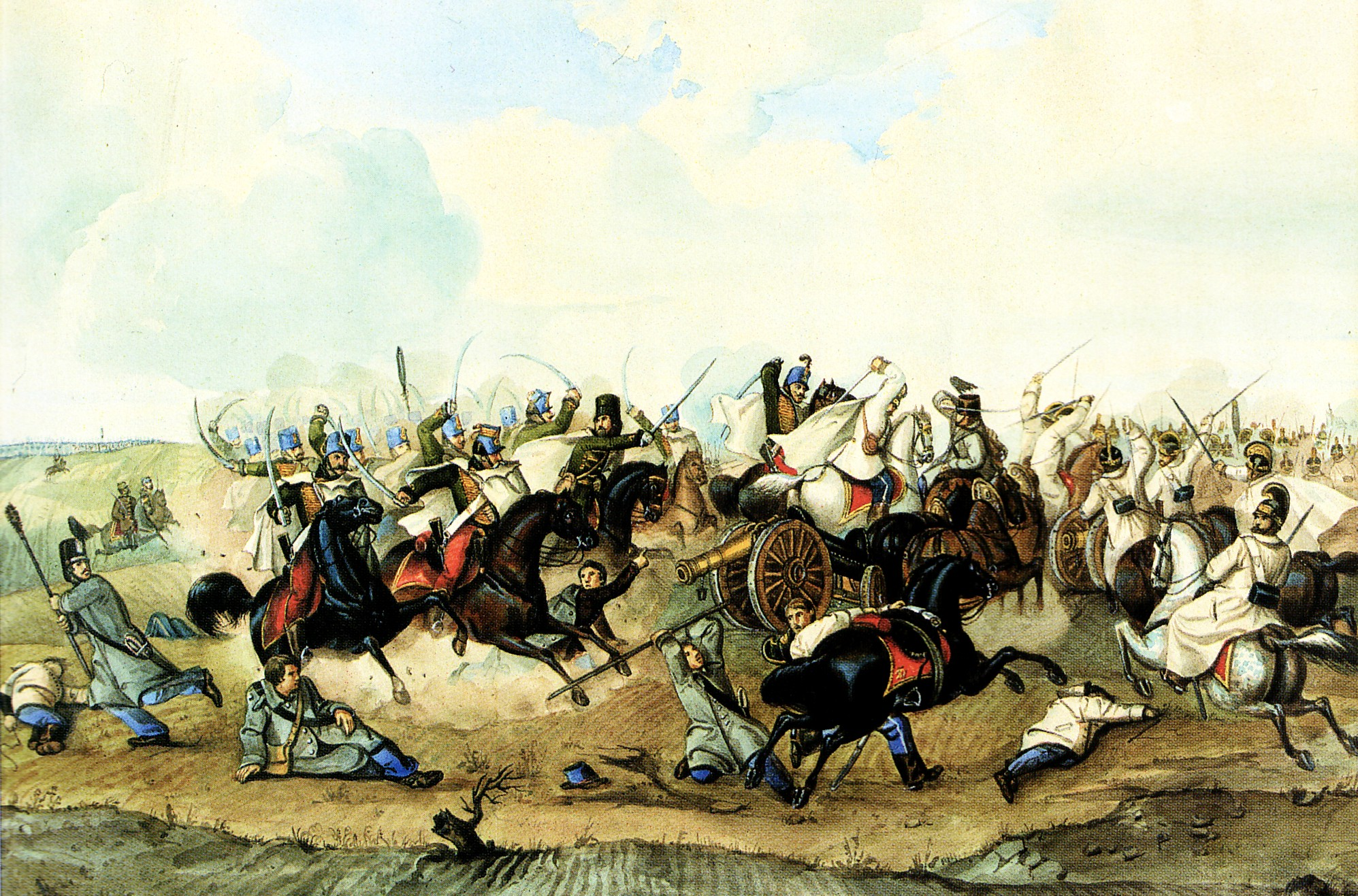
Schlacht bei Kápolna

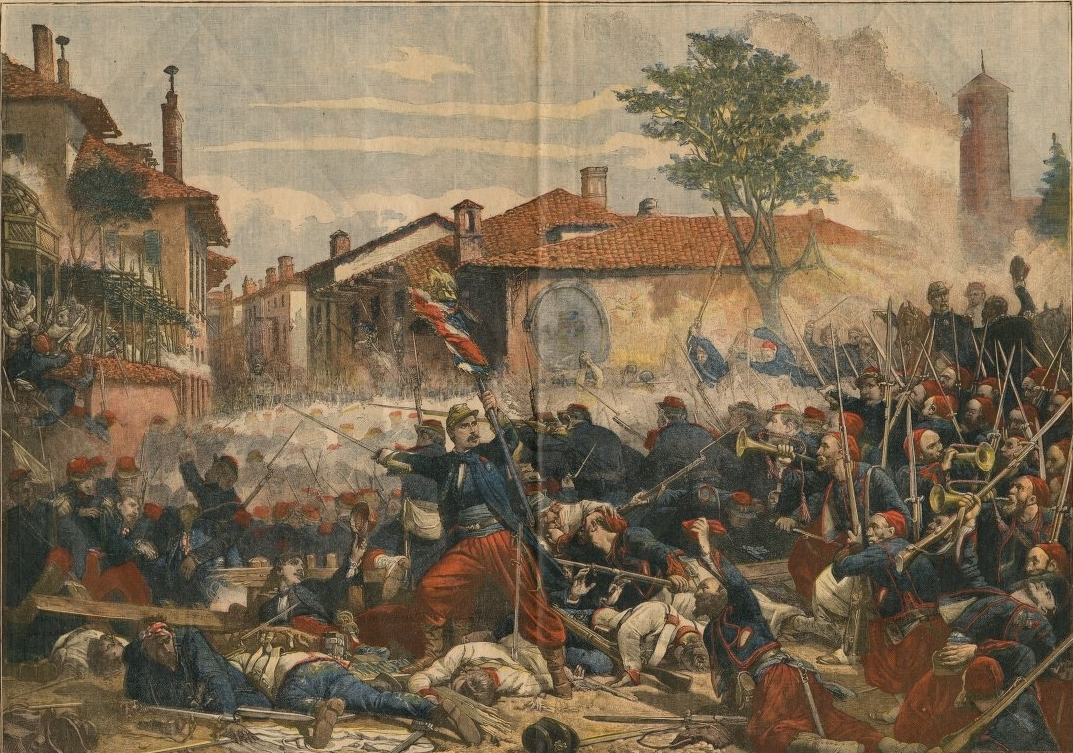
Schlacht von Magenta

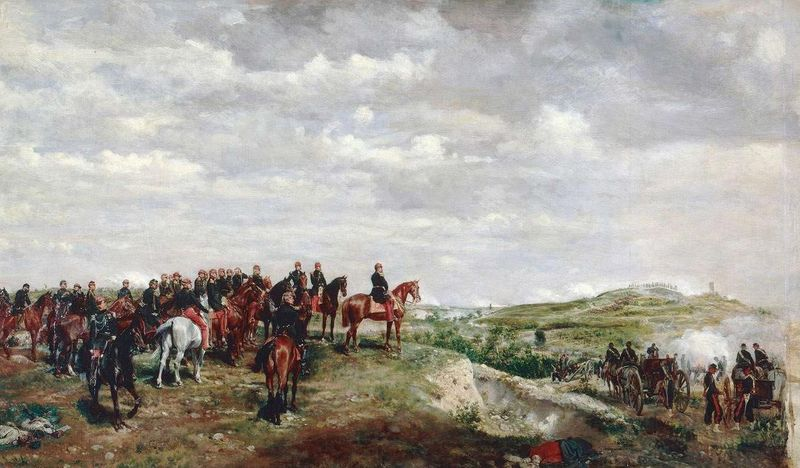
Schlacht von Solferino

Pulz wurde am 13. September 1838 als Regimentskadett zum Infanterieregiment Nr. 60 assentiert. Anschließend absolvierte er einen dreijährigen Kurs in der k. k. Kadettenkompagnie in Graz." Am 16. September 1841 wurde er als Regimentskadett zum Chevauxlegers-Regiment Nr. 7 (danach Ulanenregiment Nr. 11) transferiert.
Am 16. Juli 1844 erfolgte seine Beförderung zum Unterleutnant. Am 4. April 1848 avancierte er zum Oberleutnant. Die Revolution von 1848/1849 im Kaisertum Österreich hatte auch Wien ergriffen und Pulz machte die Belagerung und Einnahme von Wien vom 12. bis 31. Oktober, sowie das Treffen bei Schwechat mit. Am ungarischen Feldzug 1848–1849 nahm Pulz als Regimentsadjutant an fast allen Gefechten teil und zeichnete sich besonders in der Schlacht bei Kápolna am 26. und 27. Februar und in den Gefechten bei Hatvan am 2. bis 5. April aus. Am 26. April 1849 rettete er den schwer verwundeten Oberst Kißlinger des 5. Kürassierregiments im Gefecht bei Puszta-Harkaly vor der sicheren Gefangenschaft. In Anerkennung seiner Leistungen in diesem Feldzug wurde Pulz, der am 20. Mai 1849 außertourlich zum Rittmeister 2. Klasse befördert worden war, durch die Verleihung des Ordens der Eisernen Krone 3. Klasse ausgezeichnet. Am 15. Januar 1851 erfolgte seine Transferierung zum Husarenregiment Nr. 2 bei gleichzeitiger Beförderung zum Rittmeister 1. Klasse.
Im Jahr 1852 nahm Pulz an der Mission des Generals Brudermann in Arabien teil, arabische Vollblutpferde bester Qualität für die österreichischen Staatsgestüte anzukaufen. Pulz brachte einen solchen Transport von Damaskus nach Österreich. Am 1. Mai 1856 wurde Pulz zum Adjutantenkorps transferiert und dort am 28. Februar 1857 zum Major befördert. Gleichzeitig erhielt er seine Ernennung zum Corps-Adjutanten beim 3. Armeecorps und machte als solcher den Feldzug 1859 in Italien mit, in dessen Verlauf er am 22. Mai 1859 zum Oberstleutnant avancierte. Auch in diesem Feldzug nahm er an einer Reihe von Gefechten teil, unter anderen an der Schlacht von Magenta am 4. Juni und Solferino am 24. Juni, und wurde für sein tapferes Verhalten in letztgenannter Schlacht mit dem Ritterkreuz des Leopold-Ordens ausgezeichnet.
Nachdem mit Beschluss vom 17. Januar 1860 aus den vierten Divisionen der Ulanenregimenter Nr. 1, 2, 8 und 10 das freiwillige Ulanenregiment Nr. 13 aufgestellt worden war, wurde Pulz am 22. Januar 1860 zum Kommandanten des Regiments ernannt, worauf am 15. August desselben Jahres seine außertourliche Beförderung zum Obersten erfolgte. In Krieg mit Italien 1866 war er Kommandant einer Kavalleriebrigade. In der Schlacht bei Custozza kommandierte er die aus zwei Kavalleriebrigaden gebildete Reserve-Kavallerie der Südarmee. Auf Grund seiner ausgezeichneten Leistungen in diesem Feldzug wurde Oberst Pulz am 26. Juni 1866 zum Generalmajor im Großen Generalstab ernannt und am 29. August mit dem Ritterkreuz des Militär-Maria-Theresien-Ordens ausgezeichnet, worauf im Jahr 1867 seine Erhebung in den Freiherrenstand erfolgte.

Festung Temeswar

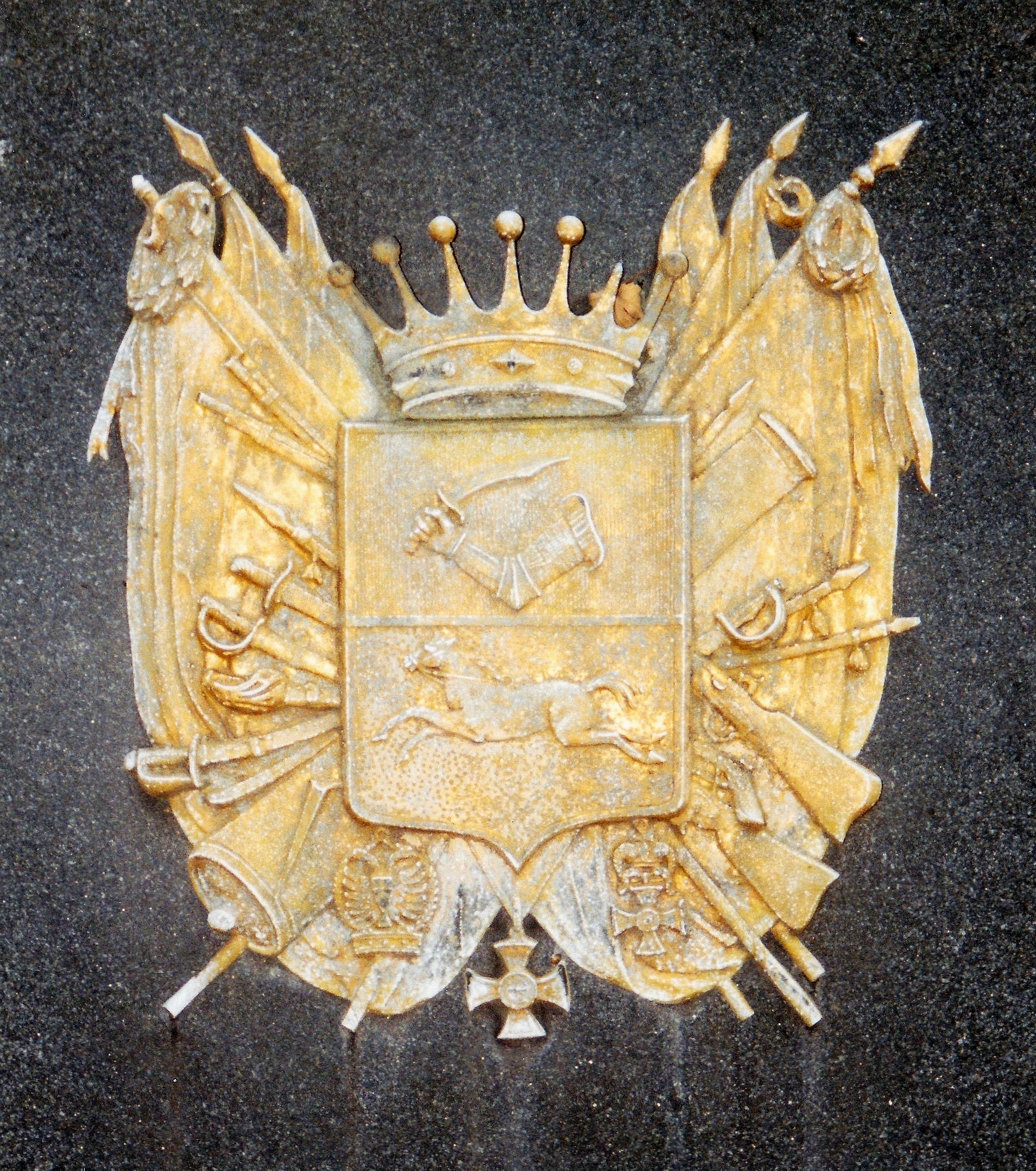
Wappenrelief auf dem Grab des Ludwig Freiherrn von Pulz, Aufnahme 2002

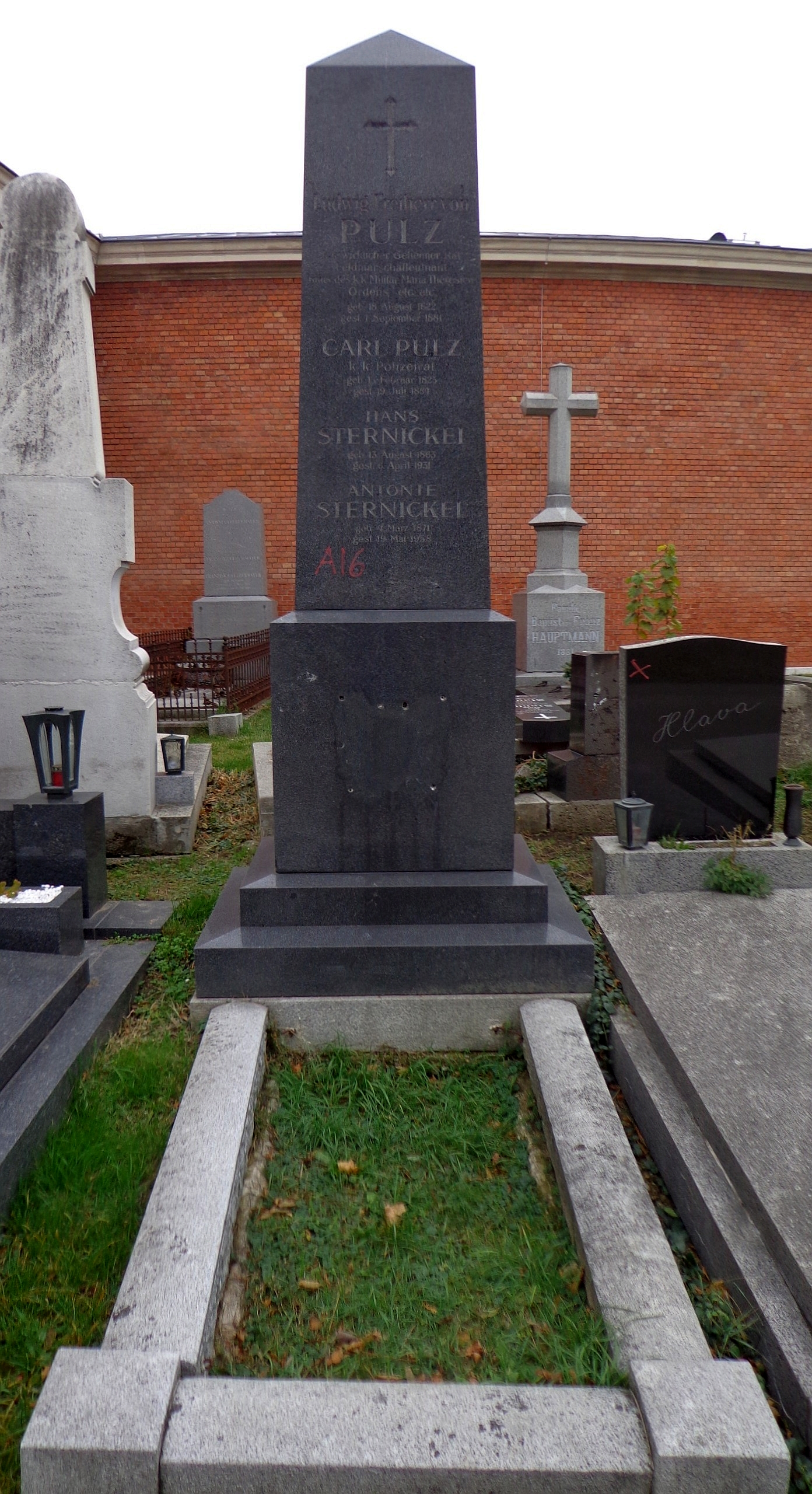
Wiener Zentralfriedhof, Grab von Ludwig Freiherrn von Pulz, Aufnahme 2017 (Wappenrelief entfernt)

Nach dem Feldzug erhielt Pulz das Kommando einer Infanteriebrigade in Prag und blieb dort bis zum 22. Juni 1871. Anschließend wurde er zum Kommandanten der 17. Infanterietruppendivision in Großwardein ernannt. Mit 28. April 1872 erfolgte seine Beförderung zum Feldmarschallleutnant, am 6. März 1878 seine Ernennung zum Militärkommandanten in Kaschau. Am 8. November desselben Jahres wurde Pulz Militärkommandant in Temeswar. Auch hier zeichnete er sich bei den großen Überschwemmungen in den Jahren 1879 und 1881 aus, wo Feldmarschallleutnant Freiherr von Pulz persönlich die Truppen leitete und sich durch die Rettung mehrerer Menschen vom Tode des Ertrinkens große Verdienste erwarb. Von Seiner Majestät wurde er hierfür durch Verleihung des Kommandeurkreuzes des Leopold-Ordens ausgezeichnet. Vom 8. November 1872 bis zum 2. August 1881 war er Kommandierender General im Banat.
Am 20. August 1879 erhielt er die Würde eines Wirklichen Geheimen Rates, am 2. August 1881 wurde er zum kommandierenden General in Agram ernannt. Hier zog er sich bei den Rettungsarbeiten im inundierten Theiß- und Körösgebiet eine Krankheit zu. Im Jahr 1881, wo er bei den Überschwemmungen das Leben seiner Mitmenschen rettete, zog er sich den Anfang einer Krankheit zu, der er bereits am 1. September 1881 zu Mödling bei Wien erlag. Erzherzog Albrecht sagte über ihn: „Reiterführer wie Pulz sind unbezahlbar.“
Freiherr von Pulz ist auf dem Wiener Zentralfriedhof beigesetzt (Gruppe 13A, Reihe 1, Nr. 3).

## Wappen
Das Wappen des Ludwig Freiherrn von Pulz war: "Geteilt; oben in Rot ein abgeledigter geharnischter Arm, ein blankes Schwert am Griffe schwingend; unten in Gold ein galoppierndes Pferd." Dieses Wappen war, versehen mit Freiherrenkrone, der Darstellung von Kriegstropähen und den Insignien seiner höchsten österreichischen Auszeichnungen, als Metallrelief auch am Grabstein des Ludwig Freiherrn von Pulz angebracht.

## Auszeichnungen
- Ausländische Auszeichnungen:
  - Orden des Heiligen Wladimir 4. Klasse
  - Russischer Orden der Heiligen Anna 2. Klasse
  - Kommandeurkreuz des königlich sizilianischen Ordens Franz I.
  - Komturkreuz des Verdienstorden vom Heiligen Michael